# Mărimi fizice primitive și derivate
Mărimile fizice primitive și derivate reprezintă două clase de mărimi fizice din punct de vedere al introducerii mărimilor într-o teorie a unui domeniu al fizicii.Mărimile primitive sunt mărimi care nu pot fi introduse într-o teorie pe baza altor mărimi ci numai direct din experiență, mărimile derivate sunt mărimi care se introduc într-un domeniu de cercetare cu ajutorul altor mărimi.

## Introducerea mărimilor
Mărimile derivate se introduc (se definesc) într-un domeniu de cercetare cu ajutorul altor mărimi de referință și pe baza unor relații analitice fără a avea nevoie de alte informații empirice care să pună în evidență noi proprietăți obiective.
În general, o mărime fizică se definește ca funcție sau operator aplicat altor mărimi și relația obținută se numește formula sau relația de definiție a mărimii derivate. În cadrul procedurii de definire a mărimilor derivate nu este nevoie de cunoașterea a proprietăților de structură internă a mulțimii valorilor mărimii derivate (relații de echivalență, ordonare, legi de compunere, etc.) procedeul de măsurare și unitatea de măsură rezultând implicit din formula de definiție în funcție de procedeele și unitățile de măsură ale mărimilor de referință. În succesiunea operațiilor de definire a mărimilor de referință cu ajutorul altor mărimi de referință, treptat scade numărul mărimilor nedefinite. În final, se ajunge la un număr de mărimi care nu mai pot fi definite pe baza altor mărimi; cu alte cuvinte, pentru ele nu mai există mărimi de referință. Aceste mărimi fizice, ireductibile la altele, se numesc mărimi primitive.
Introducerea în teorie a mărimilor primitive se face fie prin interpretarea datelor experimentale, fie prin postularea existenței unor proprietăți fizice care în principiu ar putea fi puse în evidență cu ajutorul unor experiențe cu un caracter pronunțat idealizat. Experimentele care sunt concepute în acest caz favorizează numai una din laturile fenomenelor studiate și anume acea latură care asigură necesitatea și suficiența caracterizării mărimii respective. Ținând cont de aceste aserțiuni, rezultă că introducerea într-o teorie dată a unei mărimi primitive cu ajutorul unor experiențe (mai mult sau mai puțin idealizate) se face prin descoperirea relațiilor de echivalență și de ordonare, a proprietăților interne de compunere aditivă (dacă există) și externă de corespondență cu mulțimea scalarilor, vectorilor etc., precum și de precizarea unității și procedeului de măsurare.

### Exemple
De exemplu accelerația {\displaystyle \scriptstyle {\vec {a}}} se definește în funcție de viteza {\displaystyle \scriptstyle {\vec {v}}} și de timpul {\displaystyle \scriptstyle t} prin relația {\displaystyle \scriptstyle {\vec {a}}={\frac {d{\vec {v}}}{dt}}}, iar viteza, tot ca o mărime derivată, prin relația {\displaystyle \scriptstyle {\vec {v}}={\frac {d{\vec {r}}}{dt}}} unde {\displaystyle \scriptstyle {\vec {r}}} este raza vectoare. Se observă că atât accelerația cât și viteza, în ultima instantă, se definesc numai cu ajutorul a doua mărimi și anume vectorul de poziție și timpul. Alt exemplu, tot din domeniul mecanicii, este acela al forței. Forța, din punct de vedere analitic se definește prin relația {\displaystyle \scriptstyle {\vec {F}}=m{\frac {d{\vec {v}}}{dt}}}, prin urmare, în mod implicit mărimea fizică forță se definește cu ajutorul a cel mult trei mărimi: masa {\displaystyle \scriptstyle m}, vectorul de poziție {\displaystyle \scriptstyle {\vec {r}}} și timpul {\displaystyle \scriptstyle t}. 

## Statut
Calitatea de primitivă sau derivată ce se atribuie unei mărimi este în parte relativă și depinde de modul de prezentare a domeniului studiat, dar numărul mărimilor primitive este același în cadrul unei teorii date. Astfel, pentru prezentarea mecanicii clasice sunt necesar și suficiente patru mărimi primitive: lungimea, timpul, masa și forța, iar viteza, accelerația, impulsul, lucrul mecanic etc. sunt mărimi derivate. Într-o formulare echivalentă, se poate considera impulsul sau forța mărime primitivă și masa mărime derivată, însa lungimea și timpul sunt în mod obligatoriu mărimi primitive.